# Tina Campbell
Tina Campbell (1971 Dundonald) es una presentadora y periodista norirlandesa de televisión. Se separó de UTV a principios de 2013 y se encuentra actualmente como presentadora de noticias en BBC Radio Ulster y en BBC Newsline.

## Carrera
Tina fue reportera y locutora de Downtown Radio. También trabajó en la BBC Radio Ulster como presentadora de tráfico vehicular y sobre viajes.
En 1994, Tina se unió a UTV como locutora antes de pasar a la sala de redacción en 1997. Ella hospedó las series de 1997 y 1998 What Next? y contribuyó a un documental UTV en el Hospital de Úlster en 2007. También fue una de los presentadoras originales para  ITV Life  y presentadora del tiempo para Frank Mitchell.
En febrero de 2007, Tina fue designada como la segunda mujer ancla de UTV Live, reemplazando a Kate Smith. En 2008, presentó dos series de espectáculos de debate de actualidad de UTV Late and Live. y realizó presentaciones en The Seven Thirty Show en UTV. Actualmente está empleada por la BBC de Irlanda del Norte como lectora de noticias de radio en la BBC Radio Ulster y lectora de noticias y de continuidad de la tele.

## Privada
Tina estudió en Strathearn Grammar School y en la Bangor Girls' High School y se mudó a Belfast para estudiar inglés y periodismo en la Queen's University, Belfast.
Es hermana de Gav Campbell, quien es el cantante y guitarrista de la banda Phoenix23.